# Eparchie armavirská
Eparchie armavirská je eparchie ruské pravoslavné církve nacházející se v Krasnodarském kraji.

## Území a titul biskupa
Zahrnuje všechny farnosti v rajónech Armavir, Gulkeviči, Kurganinsk, Labinsk, Mostovskoj, Novokubansk, Otradnaja, Uspenskoje a Ust-Labinsk.
Eparchiální biskup nese titul: Biskup armavirský a labinský.

## Historie
Roku 1921 byl založen vikariát Armavir eparchie Kubáň.
Od roku 1994 až do roku 2000 bylo území současné eparchie pod jurisdikcí eparchie Majkop.
Dne 12. března 2013 byla Svatým synodem zřízena eparchie Armavir oddělením území z eparchie Jekatěrino.

## Seznam biskupů
Vikariát Armavir kubáňské eparchie
- Simeon (Nikolskij) (1921-1922)

Eparchie Armavir
- - Isidor (Kiričenko) (2013-2014) administrátor
- Ignatij (Buzin) (2014-2020)
  - German (Kamalov) (2020) administrátor
- Vasilij (Kulakov) (2020-2023)
  - Vasilij (Kulakov) dočasný správce (2023-2024)
- od 2024 Savva (Lesnych)